# Brug 594
Brug 594 is een bouwkundig kunstwerk in het Amsterdamse Bos, gelegen op het grondgebied van gemeente Amstelveen, maar in beheer bij de gemeente Amsterdam.
Bij de aanleg van het Amsterdamse Bos, eind jaren dertig van de 20e eeuw, werden talloze bruggen ontworpen door architect Piet Kramer van de Publieke Werken. De bruggen kregen steevast een nummering in de 500-serie. De nummering hield op bij brug 595. Een onbekende in de reeks is brug 594, die volgende gemeente sinds 1943 in een watersportgebied lag, maar op geen enkele kaart uit die tijd voorkomt. Het archief van de Publieke Werken kent de brug niet, noch de boeken die het werk van Piet Kramer (Baggelaar en van Schaik) beschrijven en ook het boekwerk Amsterdamse Bruggen 1910-1950 kent de brug niet. Het archief van PW kent wel brug 595, doch die is in de jaren zeventig gesloopt ten faveure van rijksweg 10.
Het brugnummer wordt vanaf 2014 gebruikt voor een nieuw gebouwde brug in het Amsterdamse Bos. Aan de rand met Amstelveen is daar gesitueerd de manege Nieuw Amstelland gevestigd aan het Jan Tooropplantsoen, dat toen geen goede verbinding had met het bos. Bij een herindeling van het gebied rondom die manege werd er over een sloot ten westen van de manege brug 594 neergelegd. Deze houten brug vertoont in de basisopzet overeenkomsten met de houten bruggen van Kramer, maar is duidelijk van moderner allooi. Op 9 juli 2014 werd de brug geopend door de wethouder Openbare Ruimte en Groen van Amsterdam, Abdeluheb Choho. Aanleg was onderdeel van het project Sportasroute.
De brug is ontworpen door Blom & Moors BV uit 's-Hertogenbosch. Zij omschreven het als een markant punt in het landschap met een opvallend en kloek ontwerp in de traditie van Piet Kramer. De brug is uitgevoerd in zwart (balustrade, liggers) en wit (leuningen en koppers). De pylonen, ook terug te vinden in werken van Kramer, zie brug 528, bieden de ophanging van de toegangspoort. De ontwerpers gaven aan dat de scheidingen tussen de vele balusters (staanders onder de leuning) krap is gehouden. Deze wijze van monteren laat de brug vanaf de zijkant doorzichtig zien; terwijl op de brug het als gesloten overkomt, zodat ruiter en paard niet schrikken. De brug werd bij GrootLemmer gemaakt.

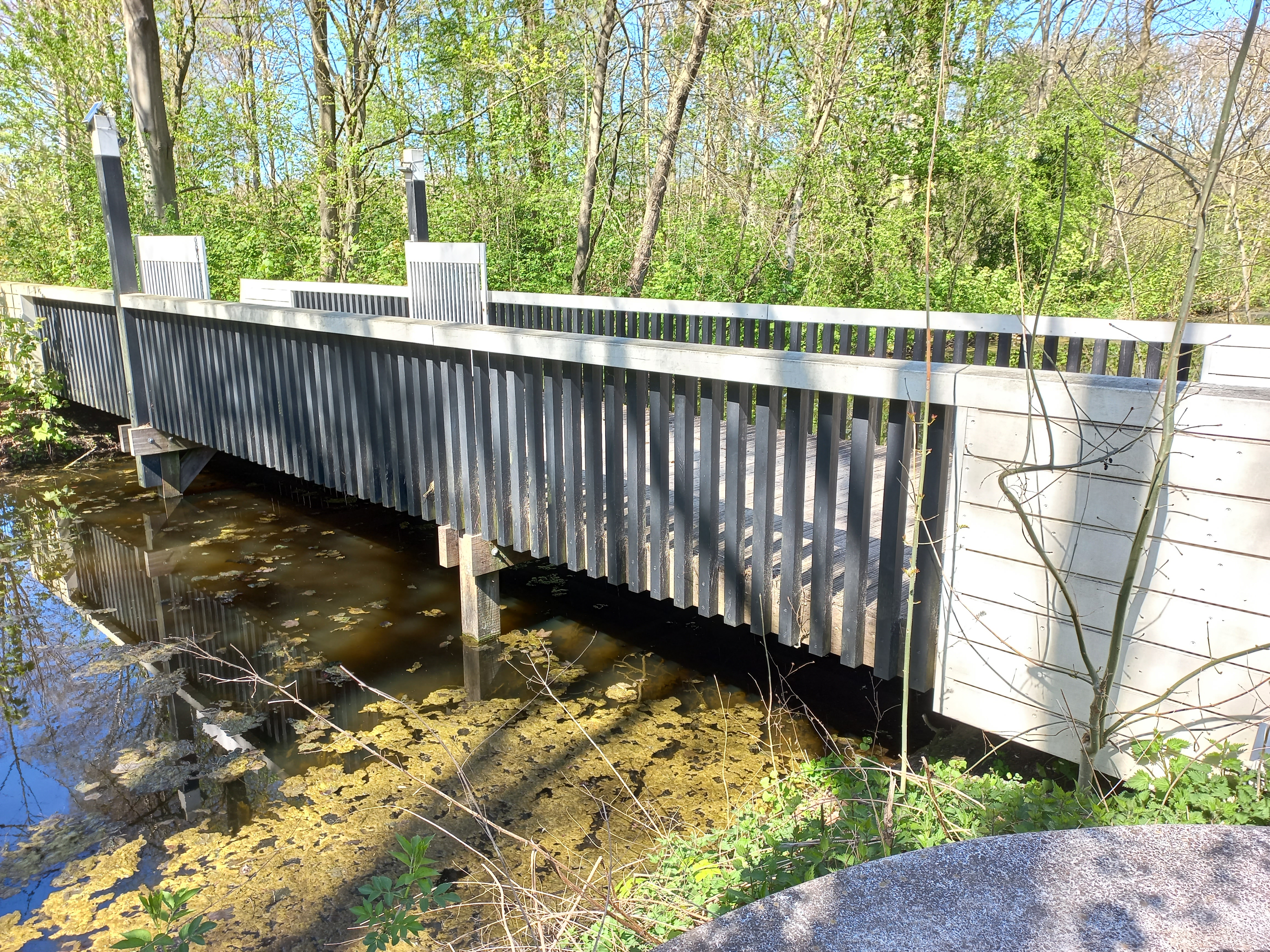
Balustrade met poort (april 2022)

<<< · 500 · 501 ·  503 · 504 · 505 · 506 · 507 · 508 · 509 · 510 · 511 · 512 · 513 · 514 · 515 · 516 · 517 · 518 · 519 · 520 · 521 · 522 · 523 · 525 · 526 · 527 · 528 · 530 · 531 · 532 · 533 · 534 · 535 · 536 · 537 · 538 · 539 · 540 · 541 · 542 · 543 · 544 · 545 · 546 · 547 · 548 · 549 · 550 · 551 · 552 · 553 · 554 · 555 · 556 · 557 · 558 · 559 · 560 · 561 · 562 · 563 · 564 · 565 · 566 · 567 · 569 · 571 · 572 · 573 · 575 · 577 · 578 · 580 · 581 · 582 · 583 · 584 · 586 · 587 · 589 · 590 · 591 · 592 · 593 · 594 · >>>
Brugnummers 502, 524, 529, 568, 570, 574, 576, 579, 585, 588, 595, 596, 597, 598, 599 zijn niet (meer) vergeven.